# 초형아강
초형아강(鞘形亞綱, Coleoidea) 또는 이새아강(二鰓亞綱, Dibranchiata)은 부드러운 몸을 지닌 원시 생물들로 이루어진 두족류 분류의 하나이다. 몸을 보호하기 위해 딱딱한 조가비를 가지고 있는 자매군 앵무조개아강과는 달리, 초형류는 기껏해야 부력 또는 지지를 위해 사용되는 내부 뼈 또는 조가비를 가지고 있다. 일부 종들은 모든 뼈가 사라진 반면에, 일부에서는 골격이 연골로 된 지지 구조로 대체되었다.

## 하위 분류
- † Belemnoidea
  - † Aulacocerida
  - † Belemnitida
  - † Donovaniconida
  - † Hematitida
  - † Phragmoteuthida
- Neocoleoidea
  - 십완상목(Decapodiformes)
    - † ? Boletzkyida
    - 갑오징어목(Sepiida)
    - 짧은꼬리오징어목 또는 세피올라목(Sepiolida)
    - 스피룰라목(Spirulida)
    - 살오징어목(Teuthida)

  - 팔완상목(Octopodiformes)
    - 문어목 또는 팔완목 (Octopoda)
    - 흡혈오징어목(Vampyromorphida)
    - 분류 위치가 불확실한 목
      - † Ostenoteuthidae[3]